# آگنون
آگنون طارسوسی (زبان یونانی: Ἅγνων؛ زادهٔ قرن دوم پیش از میلاد) فیلسوف، سخن‌دان و شک‌گرای آکادمیک یونان باستان و شاگرد کارنیدس بود. کوئنتیلی او را به‌خاطر نوشتن کتابی به نام تعقیب بلاغت که در آن هنر بودن بلاغت را رد می‌کند، سرزنش می‌کند.
آثنئیوس اطلاعات عجیبی از او نقل قول می‌کند که «در میان اسپارت‌ها رسم بر این است که دختران پیش از ازدواج، با آن‌ها مانند پسران عبوری (padikois) [سر کوچه‌ای] رفتار می‌کنند» (از نظر جنسی). پلوتارک از او به‌عنوان منبع داستانی در مورد فیلی که نگهبان غذایش را فریب می‌داد، نقل می‌کند:
آگنون داستان فیلی در سوریه را روایت می‌کند که در خانه‌ای بزرگ شده بود و مشاهده کرد که نگهبانش هر روز نیمی از پیمانه جوی او را می‌برد و او را فریب می‌دهد. یک بار درحالی‌که رام‌کننده حضور داشت و نگاه می‌کرد، نگهبان تمام پیمانه را ریخت. این کار خیلی زود انجام نشد، و فیل درحالی‌که خرطوم خود را دراز کرد، جو را به دو قسمت مساوی تقسیم کرد، و بدین وسیله به طرز مبتکرانه‌ای به همان اندازه که در پیمانه بود، بی‌عدالتی نگهبانش را کشف کرد.
آگنون توسط سیسرون نیز ذکر شده است.
برخی از محققان مدرن، این آگنون را همان مرد عوام‌فریب آگنونیدس معاصر فوکیون دانسته‌اند. در برخی از نسخه‌های خطی کورنلیوس نپوس به نام «آگنون» آمده است. اما نحوه ذکر آگنون توسط کوئنتیلی نشان می‌دهد که او سخنوری است که در دوره‌ای بسیار دیرتر از قرن چهارم پیش از میلاد زندگی می‌کرده است. این‌که آیا او همان فیلسوف شک‌گرای مورد اشاره آثنئیوس است یا خیر، هنوز محل بحث است.